# XLMC Per la mia città
XLMC Per la mia città è la seconda raccolta del cantautore italiano Gianni Fiorellino, pubblicata nel 2008.

## Tracce
1. Fore Margellina
2. Non avere più paura
3. Napule na
4. Favole
5. Amore dopo amore
6. Sì nata femmena
7. Ricomincerei
8. Fino alla fine del mondo
9. Girasole
10. Grande amore mio
11. Te dongo el core (feat. Los Locos)
12. Appicecate